# Erica penduliflora
Erica penduliflora är en ljungväxtart som beskrevs av Edward George Hudson Oliver. Erica penduliflora ingår i släktet klockljungssläktet, och familjen ljungväxter. Inga underarter finns listade i Catalogue of Life.